# Билиця (Західнопоморське воєводство)
Билиця (пол. Bylica) — село в Польщі, у гміні Постоміно Славенського повіту Західнопоморського воєводства.
Населення — 57 осіб (2011).
У 1975-1998 роках село належало до Слупського воєводства.

## Демографія
Демографічна структура станом на 31 березня 2011 року:
|          | Загалом | Допрацездатний вік | Працездатний вік | Постпрацездатний вік |
| -------- | ------- | ------------------ | ---------------- | -------------------- |
| Чоловіки | 32      | 5                  | 23               | 4                    |
| Жінки    | 25      | 2                  | 13               | 10                   |
| Разом    | 57      | 7                  | 36               | 14                   |